# Mistrzostwa Europy w biegu na 100 km 2002
11. Mistrzostwa Europy w biegu na 100 km 2002 – zawody lekkoatletyczne, które odbyły się 14 września 2002 w Winschoten, Holandia.

## Medaliści
|                         | 1. miejsce       | Rezultat | 2. miejsce       | Rezultat | 3. miejsce         | Rezultat |
| Mężczyźni indywidualnie | Pascal Fetizon   | 6:34:16  | Denis Zhalybin   | 6:36:19  | Oleg Kharitonov    | 6:41:16  |
| Kobiety indywidualnie   | Elvira Kolpakova | 7:24:52  | Monica Casiraghi | 7:33:14  | Danielle Sanderson | 7:47:29  |